# Eggentaler Bach
Der Eggentaler Bach (italienisch Ega), auch Eggenbach oder Kardauner Bach genannt, ist ein 12,6 Kilometer langer, linker Zufluss des Eisacks. Der Eggentaler Bach entwässert das Eggental (165 km²). Er entsteht bei Birchabruck, wo sich das Eggental in einen südlichen und einen östlichen Seitenast verzweigt, aus dem Zusammenfluss des Geroldbachs und des Welschnofner Bachs. Die einzigen Ortschaften am Eggentaler Bach sind Birchabruck und Kardaun.
Die älteste Nennung des Bachs entstammt einer Beschreibung des früheren Grenzverlaufs zwischen den Bistümern Brixen und Trient aus der Zeit um 1100 und bezeichnet das Gewässer mit dem offenkundig abgegangenen Namen Flemadûr. Der Name Kardauner Bach ist 1190/96 im Traditionsbuch von Stift Neustift als „fluvius qui dicitur Kardun“ bzw. um 1500 als „Gardaunpach“ bezeugt. Die Erstbelege für die Bezeichnungen Eggentaler Bach bzw. Eggenbach sind deutlich jüngeren Datums.